# Horní Cerekev
Horní Cerekev (en allemand : Ober Zerekwe) est une ville du district de Pelhřimov, dans la région de Vysočina, en République tchèque. Sa population s'élevait à 1 900 habitants en 2024.

## Géographie
Horní Cerekev se trouve à 12 km à l'ouest-nord-ouest de Třešť, à 15 km au sud-est de Pelhřimov, à 21 km à l'est-sud-ouest de Jihlava et à 106 km au sud-est de Prague.
La commune est limitée par Nový Rychnov au nord, par Rohozná, Batelov et Švábov à l'est, par Horní Ves et Počátky au sud, et par Bělá, Pelhřimov, Nová Buková et Černov à l'ouest.

## Histoire
La première mention écrite de la localité date de 1361.

## Administration
La commune se compose de cinq sections :
- Horní Cerekev
- Hříběcí
- Chrástov
- Těšenov
- Turovka

## Galerie

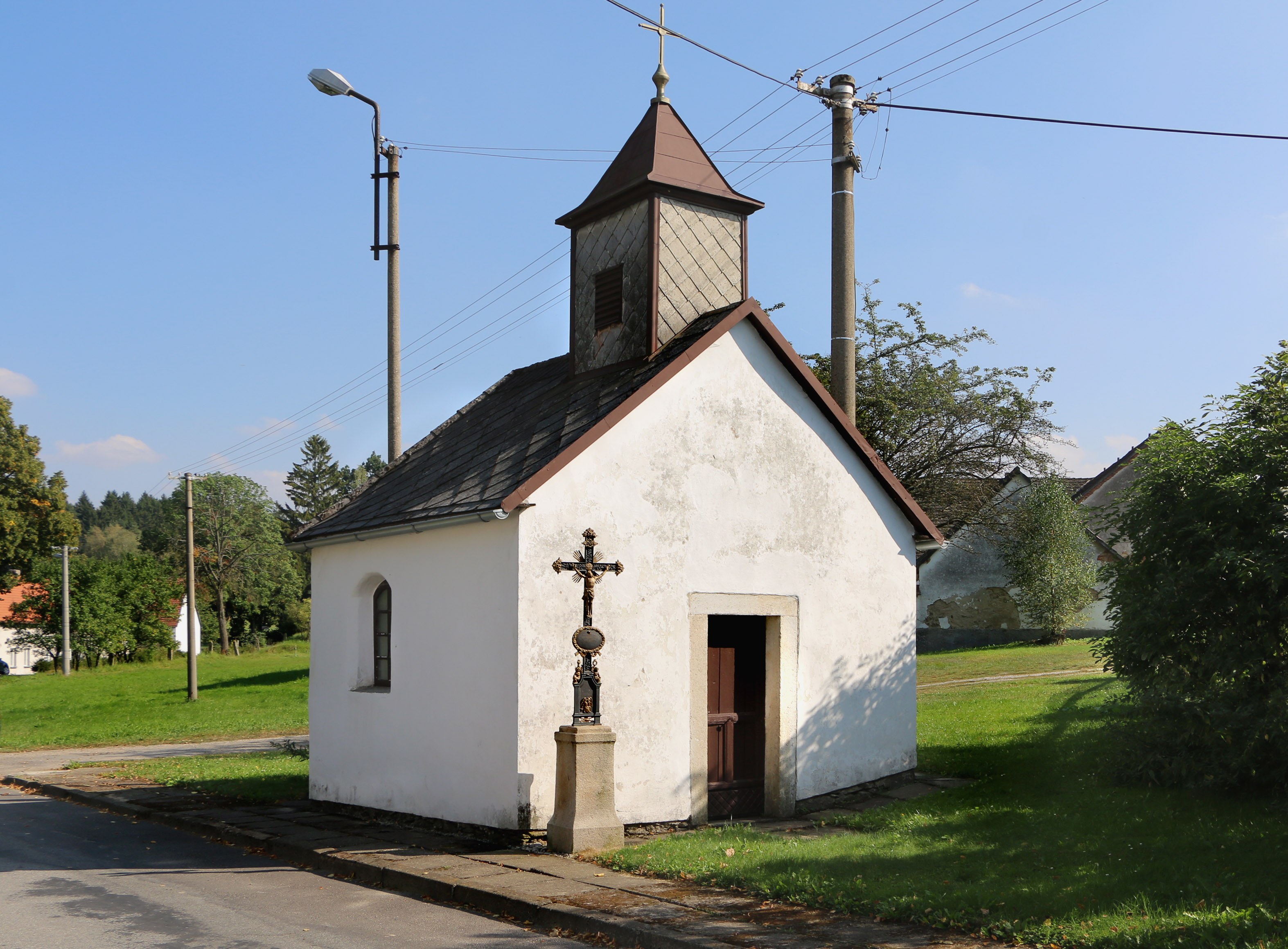
Chapelle à Turovka.
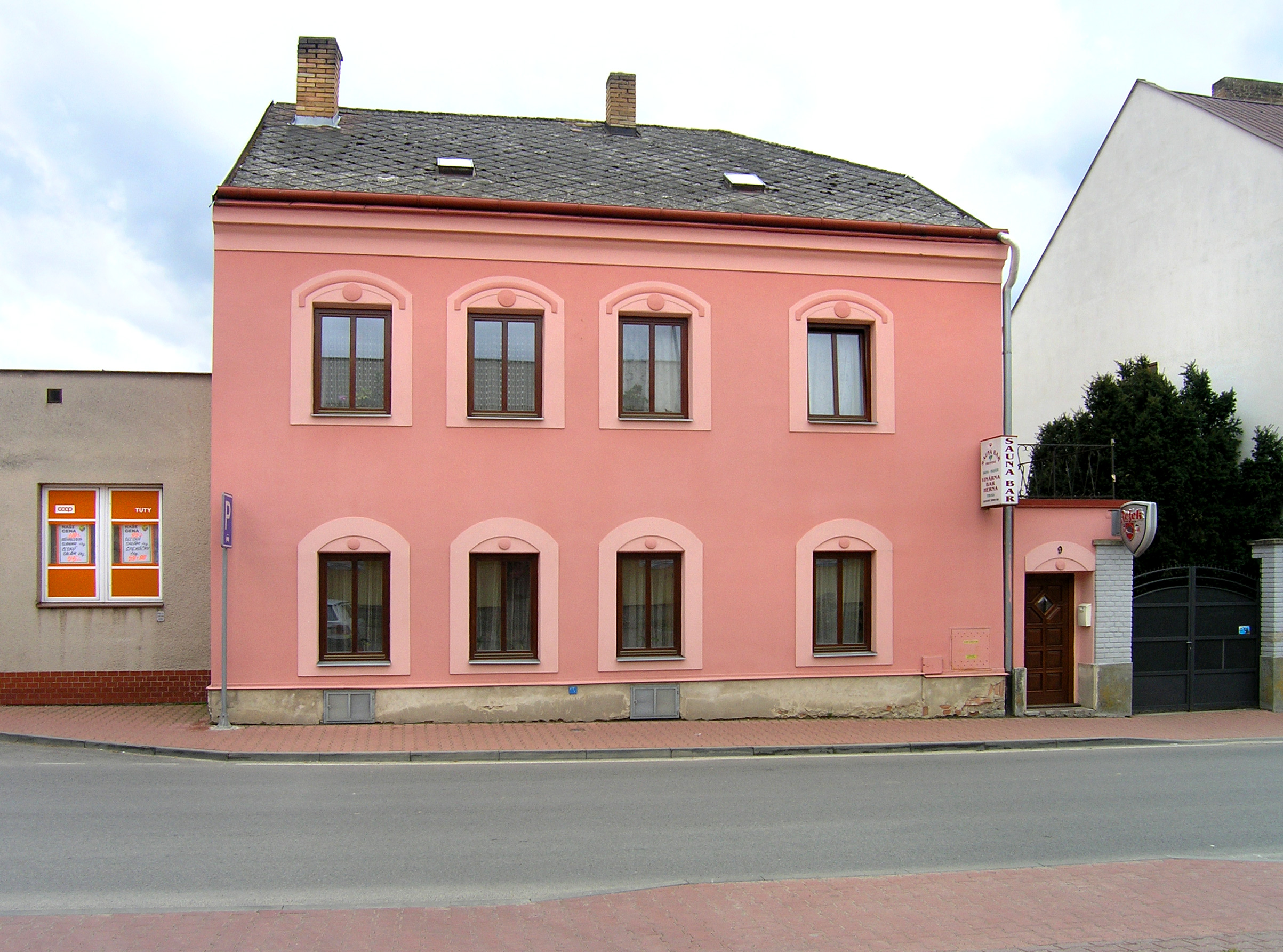
Maison dans la rue Březinova.

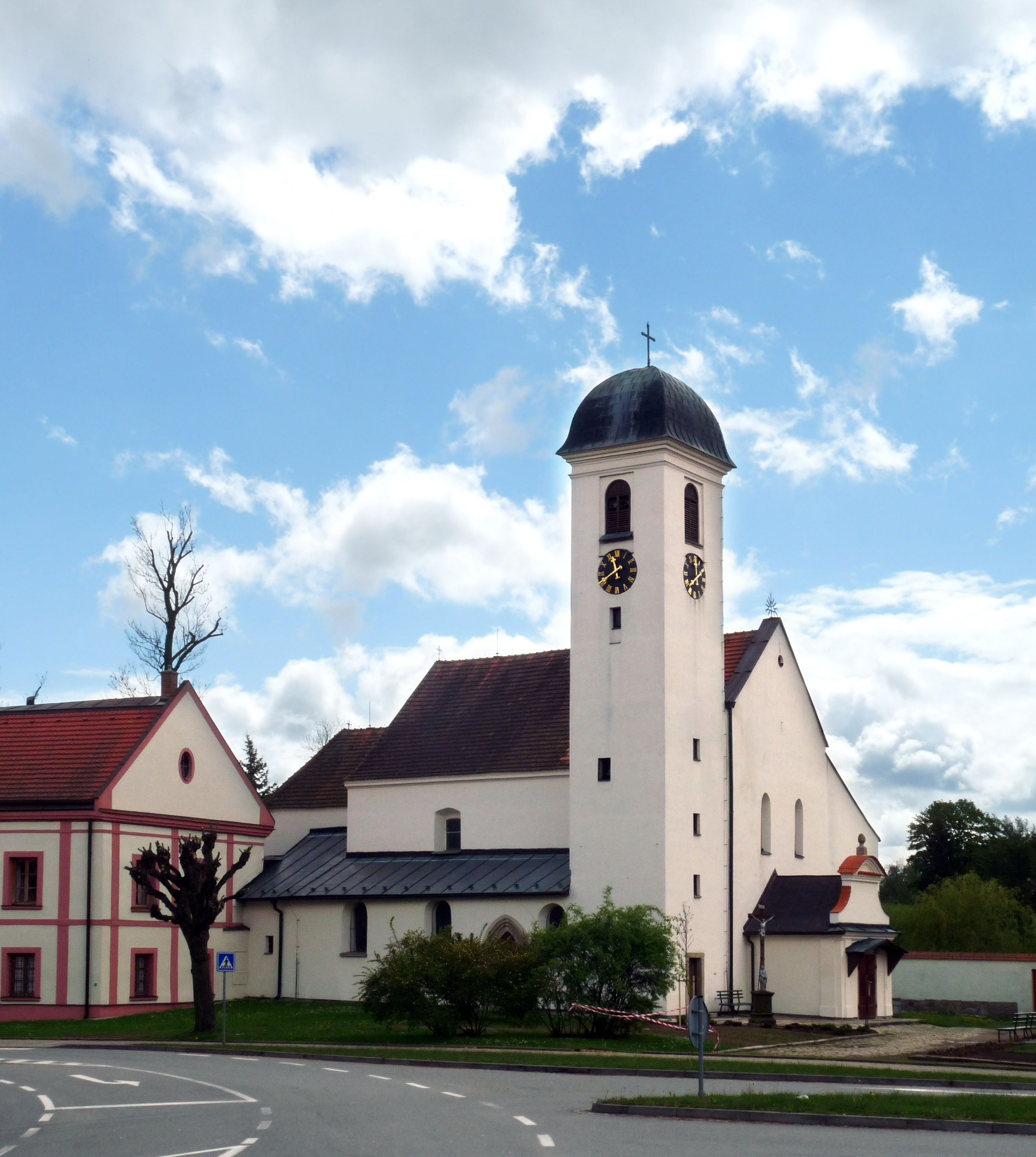
Église de la Vierge Marie.